# Ulkojärvi närradio
Ulkojärvi närradio är en radiokabaret i Sveriges Radio P1 som sändes då och då mellan 1995 och 2010. Texterna skrevs av Mikael Niemi, Svante Lindqvist, Erik Norberg och Petra Brylander. För musiken svarade huvudsakligen Erik Norberg. Den förste regissören Stefan Böhm avlöstes senare av Hasse Alatalo. Producent var Gunilla Bresky.
Serien repriserades i P1 under hösten 2009 med början den 14 november. Sändningstid var lördagar klockan 13.30.